# Calyptomyrmex glabratus
Calyptomyrmex glabratus é uma espécie de formiga do gênero Calyptomyrmex, pertencente à subfamília Myrmicinae.